# 2987 Сарабхай
2987 Сарабхай (2987 Sarabhai) — астероїд головного поясу, відкритий 24 вересня 1960 року.
Тіссеранів параметр щодо Юпітера — 3,289.